# Alain Robert

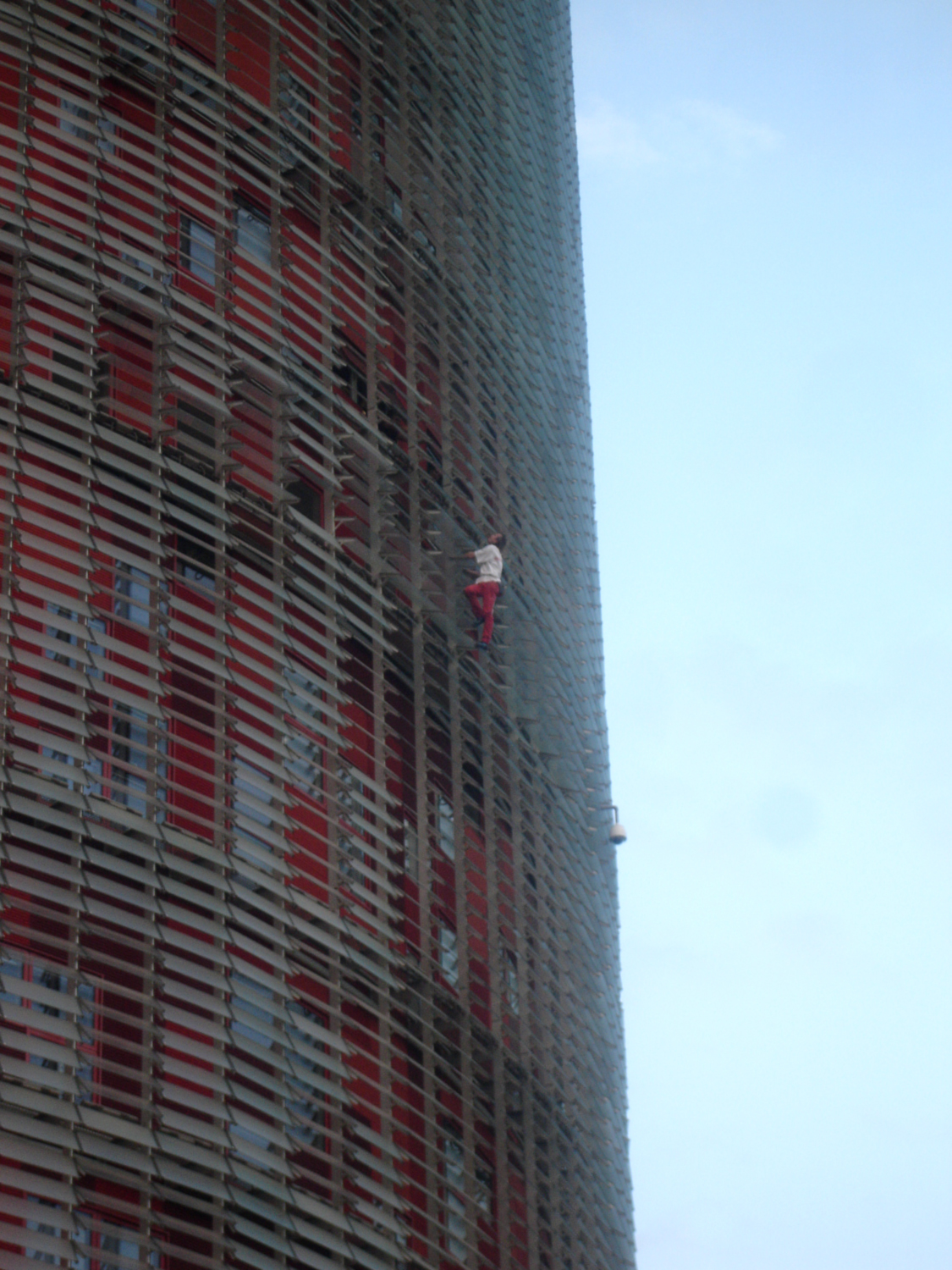
Alain Robert, Torre Agbar (Barcelona, 2007-09-12)

Alain Robert, właśc. Robert Alain Philippe (ur. 7 sierpnia 1962 w Valence) – francuski wspinacz, zajmujący się wspinaczką górską, ale przede wszystkim wspinaniem się na wieżowce. Nosi przydomek Spider-Man (Człowiek-Pająk).

## Strategia i osiągnięcia
Ponieważ nie pyta władz miast o pozwolenie na wspinaczkę po budowlach, na ogół zjawia się wcześnie rano (zazwyczaj 6:30). Po pewnym czasie wokół budynku zbiera się tłum widzów. W rezultacie wspinaczki zostaje złapany przez policję na szczycie wieżowca. Rozprawy są zawsze krótkie i po niedługim czasie znów jest wolny. Podczas wspinaczek Alain Robert zawsze ma przy sobie woreczek z magnezją, która zapobiega poceniu się dłoni i poprawia przyczepność.
Przygodę ze wspinaniem zaczął w wieku 11 lat. Jego pierwsza publiczna próba wspinaczki miała miejsce w 1997 roku w Malezji. Wspiął się tam po jednej z wież Petronas Towers. Był bliski zdobycia szczytu, lecz policja złapała go na 60. piętrze – zabrakło mu 28 pięter do końca.
Następnie w 1999 roku podjął się wspięcia na szczyt Sears Tower. Na 110. piętrze cienka mgła pokryła szkło i metal, powodując, że wspinaczka na ostatnich dwudziestu piętrach zrobiła się niebezpieczna. Udało mu się jednak wspiąć na szczyt, po czym został zabrany przez policję. W czerwcu tego samego roku wspiął się na 140-metrowy Hotel Marriott w Warszawie. O tym wydarzeniu opowiada polski film dokumentalny pt. Szklane góry, scenariusz i reżyseria Maciej Gorzeliński.
W lutym 2003 roku wspiął się na szczyt National Bank of Abu Dhabi Headquarters w Emiratach Arabskich, był oglądany przez 100-tysięczną widownię. Dwa miesiące później wspiął się na szczyt wieży firmy Total w La Défense, protestując przeciwko II wojnie w Zatoce Perskiej.
Obecnie Alainowi Robertowi płaci się za wspinanie po budynkach. W maju 2003 roku w ramach brytyjskiej kampanii reklamowej filmu Spider-Man, wspiął się na Lloyd’s of London. Dostał za to 18 000 dolarów.
19 października 2004 roku wspiął się ponownie na wieżę firmy Total w kostiumie Spider-Mana. 11 czerwca 2005 roku wspiął się na szczyt Cheung Kong Centre, mierzącego 293 metry wieżowca w Hongkongu. 1 września 2006 wspiął się na najwyższą wieżę na Litwie – Europa. Miał na sobie czarny kostium i przypiętą linę asekuracyjną, którą potem odłączył. Po 40 minutach osiągnął szczyt wieżowca – taras widokowy na wysokości 114 m. Także w 2006 roku, podjął się wspinaczki na Wieżę Vasco da Gama w Portugalii. Była to część kampanii reklamowej portugalskiej sieci komórkowej Optimus. Rok 2006 podsumował wspinając się (7 grudnia) na Santa Fe World Plaza w Meksyku. Rok 2007 zaczął wspinaczką w stolicy Zjednoczonych Emiratów Arabskich, Abu Zabi na 185-metrowy Investment Authority Tower. 6 sierpnia 2007 wspiął się na południowy pylon 190-metrowego mostu w Lizbonie nad rzeką Tag. W listopadzie 2008 roku alpinista próbował wspiąć się na wieżowiec w podparyskiej dzielnicy biznesowej La Defense, został jednak zatrzymany w połowie wieżowca. 7 kwietnia 2010 wspiął się na paryski budynek GDF Suez mierzący 185 metrów. Wyczyn zajął mu 45 minut. Łącznie wspiął się na ponad 150 wieżowców.
12 kwietnia 2012 ustanowił rekord Guinnessa wspinając się na 300 metrową wieżę Aspire Tower w Dosze w Katarze w najlepszym czasie (1 godz. 33 min. 47 sek).
29 marca 2011 roku wspiął się na Burdż Chalifa w Dubaju, najwyższy budynek świata (829 metrów), tym razem wyjątkowo po wcześniejszym uzyskaniu zezwolenia i z górną asekuracją.
O Alainie Robercie powstał nagrodzony film dokumentalny pt. Alain Robert jest Spider-Manem, a w Polsce wydano książki autobiograficzne Piętno ryzyka (1999, ISBN 83-910357-0-0) i Szklane góry (Sklep Podróżnika 2011, ISBN 978-83-7136-076-3).
| Miasto              | Budynek                                 | Rok     | Wysokość budynku | Uwaga |
| ------------------- | --------------------------------------- | ------- | ---------------- | --- |
| Montreal            | Place de la Cathédrale                  |         | 146 m            | |
| Nowy Jork           | Empire State Building                   | 1994    | 381 m            | |
| Londyn              | One Canada Square                       | 1995    | 244 m            | |
| Paryż               | Wieża Montparnasse                      | 1995    | 209 m            | |
| Bagnolet            | Tours Mercuriales                       | 1995    | 125 m            | |
| Frankfurt nad Menem | Silver Tower                            | 1995    | 145 m            | |
| Mediolan            | Banca Popolare di Milano                | 1995    | 112 m            | |
| Rio de Janeiro      | Hotel Vermont                           | 1996    |                  | |
| Hongkong            | The Far East Finance Centre             | 1996    | 200 m            | |
| Paryż               | Tour Cristal                            | 1996    | 100 m            | |
| São Paulo           | Budynek FIESP                           | 1996    | 92 m             | Aresztowany na szczycie.                                                                                             |
| San Francisco       | Golden Gate Bridge                      | 1996    | 227 m            | |
| Las Vegas           | Luxor Las Vegas                         | 1996    | 106 m            | |
| Sydney              | Sydney Tower                            | 1997    | 319 m            | |
| Sydney              | Sydney Opera House                      | 1997    | 65 m             | |
| Sydney              | Sydney Harbour Bridge                   | 1997    | 135 m            | |
| Paryż               | Wieża Eiffla                            | 1996/97 | 313 m            | |
| Filadelfia          | G. Fred DiBona Jr. Building             | 1997    | 185 m            | |
| Kota Kinabalu       | Tun Mustapha Tower                      | 1997    | 150 m            | |
| Kuala Lumpur        | Hotel Melia                             | 1997    | 80 m             | Charytatywnie |
| Kuala Lumpur        | Petronas Towers 1                       | 1997    | 452 m            | Aresztowany na 60. piętrze.                                                                                          |
| Tokio               | Shinjuku Center Building                | 1998    | 245 m            | |
| Johannesburg        | IBM Tower                               | 1998    | 110 m            | |
| Montreal            | Crown Plaza Hotel                       | 1999    | 120 m            | |
| Paryż               | Grande Arche                            | 1999    | 105 m            | Nieudana próba; Uratowany przez strażaków.                                                                           |
| Paryż               | Place de la Concorde                    | 1999    | 31 m             | |
| Warszawa            | Hotel Marriott                          | 1999    | 140 m            | |
| Chicago             | Willis Tower                            | 1999    | 443 m            | Aresztowany na szczycie.                                                                                             |
| Singapur            | Overseas Union Bank Centre              | 2000    | 280 m            | Aresztowany na 21. piętrze.                                                                                          |
| Caracas             | Parque Central Torre Este               | 2002    | 224 m            | |
| Londyn              | One Canada Square                       | 2002    | 244 m            | W połowie wysokości zrezygnował z dalszej wspinaczki na skutek opadów deszczu.                                       |
| Abu Zabi            | National Bank of Abu Dhabi Headquarters | 2003    | 173 m            | Za pozwoleniem władz. Wśród około 100 000 widzów.                                                                    |
| Tampere             | Hotel Ilves                             | 2003    | 61 m             | |
| Tajpej              | Taipei 101                              | 2004    | 508 m            | Podczas miejskiego festynu.                                                                                          |
| Paryż               | Tour Total                              | 2004    | 187 m            | W kostiumie Spider-Mana.                                                                                             |
| Hongkong            | Cheung Kong Center                      | 2005    | 283 m            | |
| Paryż               | Tour Cristal                            | 2005    | 100 m            | |
| Abu Zabi            | Budynek The Etisalat                    | 2005    | 160 m            | |
| Barcelona           | Torre Agbar                             | 2006    | 144 m            | |
| Lizbona             | Wieża Vasco da Gama                     | 2006    | 145 m            | Wspinaczka sponsorowana.                                                                                             |
| Meksyk              | Santa Fé World Plaza Corporate Tower    | 2006    | 127 m            | |
| Abu Zabi            | Budynek Abu Dhabi Investment Authority  | 2007    | 185 m            | |
| Kuala Lumpur        | Petronas Towers 2                       | 2007    | 452 m            | Aresztowany na 60. piętrze.                                                                                          |
| Bratysława          | Budynek Slovak Radio                    | 2007    | 80 m             | Wspinaczka trwała mniej niż 20 minut.                                                                                |
| Szanghaj            | Jin Mao Tower                           | 2007    | 420 m            | Aresztowany i wydalony z Chin.                                                                                       |
| Lizbona             | Most 25 Kwietnia                        | 2007    | 190 m            | Aresztowany. |
| Moskwa              | Wieża Federacji                         | 2007    | 244 m            | Zatrzymany przez policję.                                                                                            |
| Barcelona           | Torre Agbar                             | 2007    | 144 m            | |
| Londyn              | Portland House                          | 2007    | 101 m            | Aresztowany. |
| Hongkong            | Four Seasons Hotel                      | 2008    | 130 m            | |
| Singapur            | Suntec Tower 1                          | 2008    | 176 m            | |
| São Paulo           | Edifício Itália                         | 2008    | 168 m            | |
| Nowy Jork           | New York Times Building                 | 2008    | 228 m            | Jako protest przeciwko globalnemu ociepleniu.                                                                        |
| Bejrut              | Phoenicia Hotel                         | 2008    | 239 m            | |
| Dżakarta            | The City Tower                          | 2008    | 150 m            | |
| Hongkong            | Cheung Kong Center                      | 2009    | 283 m            | |
| Londyn              | Inside-Out Building                     | 2009    | 95 m             | Jako protest przeciwko Szczytowi G20. Wspiął się tylko do 9. piętra i rozłożył baner.                                |
| Sydney              | RBS Tower                               | 2009    | 218 m            | Wspiął się do dachu budynku, następnie samodzielnie zszedł na dół. Aresztowany i wypuszczony za 750 dolarów grzywny. |
| Kuala Lumpur        | Petronas Towers                         | 2009    | 452 m            | Wspiął się na najwyższy punkt budynku. Ukarany grzywną w wysokości 2000 ringgitów.                                   |
| Paryż               | Tour Ariane                             | 2009    | 152 m            | Nie postawiono mu żadnych formalnych zarzutów.                                                                       |
| Pune                | Amanora Tower                           | 2010    | 100 m            | Wspinaczka trwała mniej niż 12 minut.                                                                                |
| Paryż               | Budynek GDF Suez                        | 2010    | 185 m            | Aresztowany na szczycie.                                                                                             |
| Sydney              | Budynek Lumiere                         | 2010    | 151 m            | Aresztowany na szczycie. Wspinaczka zajęła około 20 minut.                                                           |
| Singapur            | Singapore Flyer                         | 2010    | 165 m            | Pierwsza osoba, która wspięła się na najwyższy diabelski młyn świata.                                                |
| Dubaj               | Burdż Chalifa                           | 2011    | 829 m            | Za pozwoleniem władz. Częściowe użycie uprzęży. Najwyższy budynek na świecie w momencie wspinaczki.                  |
| Dżakarta            | Bakrie                                  | 2012    | 214 m            | |
| Doha                | Aspire                                  | 2012    | 300 m            | Ustanowił rekordowy czas wspinaczki na ten budynek – 1:33:47s                                                        |
| Paryż               | Tour First                              | 2012    | 231 m            | |
| Port Louis          | Mauritius Telecom Tower                 | 2012    | 110 m            | Za pozwoleniem władz. Wspinaczka trwała mniej niż 30 minut.                                                          |
| Moskwa              | Budynek Mail.ru                         | 2013    | 109 m            | Za pozwoleniem władz. Wspinaczka trwała mniej niż 30 minut.                                                          |
| Auckland            | Metropolis                              | 2013    | 155 m            | Za pozwoleniem władz. Wspinaczka sponsorowana.                                                                       |
| Paryż               | Tour Total                              | 2014    | 187 m            | |
| Jekaterynburg       | Wysockij                                | 2014    | 188 m            | Za pozwoleniem władz. Wspinaczka sponsorowana.                                                                       |
| Paryż               | Tour Total                              | 2021    | 187 m            | Wspinaczka wraz z Marcinem Banotem.                                                                                  |